# 巴格武夫-科希切尔内市镇
巴格武夫-科希切尔内市镇（波蘭語：Gmina Bargłów Kościelny）是波兰波德拉谢省奥古斯图夫县的一个乡村型市镇，治所位于同名村庄巴格武夫-科希切尔内。总面积为187.57平方千米，截至2020年总人口为5496人。